# Belionota gigantea
Belionota gigantea es una especie de escarabajo del género Belionota, familia Buprestidae. Fue descrita científicamente por Deyrolle en 1864.

## Distribución geográfica
Habita en Indonesia y Tailandia.